# MEDLINE
MEDLINE (Інтернет-система аналізу та пошуку медичної літератури, англ. Medical Literature Analysis and Retrieval System Online (MEDLARS Online)) — це бібліографічна база даних про біологічні науки та біомедичну інформацію. Включає бібліографічну інформацію для статей з академічних журналів, що охоплюють медицину, сестринську справу, фармацію, стоматологію, ветеринарію та охорону здоров'я. MEDLINE також охоплює значну частину літератури з біології та біохімії, а також таких галузей, як молекулярна еволюція.
Складений Національною медичною бібліотекою США (НМБ), MEDLINE є у вільному доступі в Інтернеті та доступним для пошуку через PubMed та Національний центр біотехнологічної інформації НМБ, систему Entrez.

## Історія
MEDLARS (Система аналізу та пошуку медичної літератури (англ. Medical Literature Analysis and Retrieval System)) — це комп'ютеризована біомедична бібліографічна система пошуку. Вона була запущеною НМБ США в 1964 році. Це було першим масштабним комп'ютерним ретроспективним сервісом пошуку, доступним для широкої громадськості.

### Початковий розвиток MEDLARS
З 1879 р Національна медична бібліотека публікувала Index Medicus, щомісячний посібник з медичних статей у тисячах журналів. Величезний обсяг бібліографічних цитат складався вручну. У 1957 р співробітники НМБ почали планувати механізацію Index Medicus, спонукану прагненням до кращого способу маніпулювання всією цією інформацією не лише для Index Medicus, а й для виробництва допоміжних продуктів. До 1960 р була підготовлена детальна специфікація, а до весни 1961 р було розіслано запит на пропозиції 72 компаніям щодо розробки системи. В результаті було укладено контракт із General Electric Company. Комп'ютер «Міннеаполіс-Хонейвелл 800», який мав працювати з MEDLARS, був доставлений до НМБ у березні 1963 р, і Френк Бредвей Роджерс (директор НМБ з 1949 по 1963 р) сказав тоді ".. Якщо все буде добре, січневий випуск Index Medicus за 1964 рік буде готовий вийти з системи наприкінці цього року. Можливо, це позначить початок нової ери в медичній бібліографії ".
Розробка MEDLARS коштувала 3 мільйони доларів, і на момент її завершення в 1964 році жодної іншої загальнодоступної, повністю функціонуючої електронної системи зберігання та пошуку такого масштабу не існувало. Оригінальна конфігурація комп'ютера діяла з 1964 р до заміни на MEDLARS II у січні 1975 р.

### MEDLARS online
Наприкінці 1971 року став доступним мережевий пошук у MEDLARS із віддалених медичних бібліотек. Сервіс отримав назву MEDLINE («MEDLARS Online») Ця рання система охоплювала 239 журналів і могла підтримувати до 25 віддалених користувачів одночасно (котрі входили з інших медичних бібліотек) Однак, ця система в основному залишалася в розпорядженні спеціалізованих бібліотек, оскільки дослідники мали змогу лише подавати заздалегідь запрограмовані завдання пошуку бібліотекарям та отримувати результати на роздруківках, але рідко могли взаємодіяти з комп'ютерними виходами НМБ[прояснити] безпосередньо. Така ситуація тривала до початку 90-х років, коли розпочалось піднесення Всесвітнього павутиння (WWW).
У 1996 році, незабаром після того, як більшість домашніх комп'ютерів почали автоматично комплектувати ефективними веббраузерами, була запроваджена безкоштовна публічна версія MEDLINE. Ця система, звана PubMed, була запропонована для загального користування в червні 1997 р, коли були продемонстровані пошукові запити MEDLINE через Інтернет.

## База даних
База даних містить більше 26 мільйонів записів з 5639 вибраних періодичних видань, що висвітлюють біомедицину та охорону здоров’я з 1950 р до сьогодні. Спочатку база даних охоплювала статті, починаючи з 1965 р, але це було доповнено записами з 1950/51 рр які тепер теж стали доступні. База даних є вільно доступною в Інтернеті через інтерфейс PubMed, а нові цитування додаються з вівторка по суботу. Щодо цитувань, доданих впродовж 1995-2003 рр: близько 48% припадає на статті, опубліковані в США, близько 88% публікуються англійською мовою, і близько 76% мають тези на англійській мові, написані авторами статей. Найпоширенішою темою в базі даних є рак, із приблизно 12% усіх записів між 1950-2016 рр, які зросли з 6% у 1950 р. До 16% у 2016 р.

## Результати
MEDLINE використовує медичні предметні заголовки (англ. MeSH) для пошуку інформації. Механізми, призначені для пошуку в MEDLINE (такі як Entrez та PubMed), як правило, використовують булевий вираз, що поєднує терміни MeSH, слова в тексті та заголовок статті, імена авторів, дату публікації тощо. Entrez та PubMed також можуть знаходити статті, подібні до даної, на основі математичної системи оцінки, яка враховує схожість змісту слів рефератів та назв двох статей.
MEDLINE додав  "тип публікації" для "рандомізованого контрольованого дослідження" у 1991 році та підмножину MESH "систематичний огляд" у 2001 році.

## Важливість
MEDLINE виступає важливим ресурсом для біомедичних дослідників та журнальних клубів з усього світу. Поряд з Кокранівською бібліотекою та рядом інших баз даних, MEDLINE сприяє медицині, що базується на доказах. Більшість систематичних оглядових статей, опублікованих зараз, базуються на великих пошуках MEDLINE, щоб визначити статті, які можуть бути корисними в огляді. MEDLINE має вплив на дослідників у виборі журналів для публікації.

## Включення журналів
Понад 5200 біомедичних журналів проіндексовано в MEDLINE. Нові журнали не включаються автоматично або негайно. Відбір здійснюється за рекомендаціями комісії, Комітету з технічного огляду відбору літератури, що базується на науковому обсязі та якості журналу. База даних журналів (одна з баз даних Entrez) містить інформацію, таку як абревіатура назви та видавець, про всі журнали, включені до Entrez, включаючи PubMed.

## Використання
Використання PubMed зростає з 2008 року. У 2011 році в PubMed/MEDLINE здійснювався пошук 1,8 мільярда разів порівняно з 1,6 мільярдами пошукових запитів у попередньому році.
Така послуга, як MEDLINE, прагне збалансувати зручність використання та потужність і комплексність. Відповідно до того факту, що основною спільнотою користувачів MEDLINE є професіонали (вчені-медики, медичні працівники, провайдери  ОЗ), ефективний пошук MEDLINE — це навчальний рівень; непідготовлених користувачів часом викликає розчарування велика кількість статей, повернутих простими пошуками. Контрінтуїтивно, пошук, який повертає тисячі статей, не гарантовано буде всебічним. На відміну від використання типової пошукової системи в Інтернеті, пошук PubMed у MEDLINE вимагає невеликих витрат часу. Використання бази даних MeSH для визначення предмета, що цікавить, є одним з найбільш корисних способів поліпшення якості пошуку. Інше використання термінів MeSH у поєднанні з обмеженнями (наприклад, датою публікації або типом публікації), кваліфікаторами (такими як несприятливі наслідки або запобігання та контроль) та пошуком текстових слів. Якщо знайти одну статтю на цю тему та натиснути на посилання «Пов'язані статті», щоб отримати колекцію статей, що мають подібну класифікацію, це може розширити пошук, який у іншому випадку міг дати мало результатів.
Для непрофесійних користувачів, які намагаються дізнатись про теми охорони здоров'я та медицини, NIH пропонує MedlinePlus; таким чином, хоча такі користувачі все ще можуть самостійно шукати та читати медичну літературу (через PubMed), вони також отримують певну допомогу в курируванні її на щось зрозуміле та практично застосовне для пацієнтів та членів сім'ї.